# Halictus stachii
Halictus stachii är en biart som beskrevs av Blüthgen 1923. Halictus stachii ingår i släktet bandbin, och familjen vägbin. Inga underarter finns listade i Catalogue of Life.